# Maslignago
Maslignago o Maslinovich (in croato: Maslinovik) è un isolotto disabitato della Croazia, situato di fronte alla costa dalmata, a sud-ovest di Capocesto. Assieme agli altri isolotti situati di fronte alla costa in questo tratto di mare appartiene al comune di Capocesto nella regione di Sebenico e Tenin.

## Geografia
Maslignago si trova 4km a ovest di punta Cremica (rt Kremik); è lungo circa 10km, ha una superficie di 0,315 km², uno sviluppo costiero di 2,74 km e la sua altezza massima è di 37,4 m. È il maggiore del gruppo di isolotti e scogli situati di fronte alla costa che va dal porto di Sebenico Vecchio, detto anche Grebaschia o Grebastiza (luka Grebaštica), al porto di Capocesto (Primoštenka luka) fino a porto Pelles (luka Peleš), l'insenatura a sud compresa tra punta Cremica e punta Zeceva (rt Zečevo), detta anche punta della Lepre.

### Isole adiacenti
- Plana (Tmara), isolotto a sud dell'ingresso del porto di Sebenico Vecchio.
- Scoglio Chercotizza[12] o Gorgola[5] (Krbelica), situato 570 m a est di Plana e a 130 m[2] dalla costa, a nord-est di punta Grebascizza[6] (rt'Lemiš); ha una superficie di 0,00427 km²[7] 43°37′56″N 15°54′52″E.
- Smoquizza (Smokvica), a nord-est a circa 2,3 km[2].
- Luccogna (Lukovnjak), a ovest di Maslignago.
- Gherbavaz (Grbavac), a sud-ovest.
- Barile[3][13] o Barilaz[6] (Barilac), piccolo scoglio rotondo con una superficie di 0,0072 km²[7] a sud di Maslignago e a 2 km a ovest di punta della Lepre 43°33′33″N 15°53′54″E.
- Suilan (Svilan), a sud-ovest di punta balcanica .

### Cartografia
- (HR) Mappa topografica della Croazia 1:25000, su preglednik.arkod.hr. URL consultato il 9 gennaio 2017.
- G. Giani, Carta prospettiva delle Comuni censuarie della Dalmazia, foglio 6, 1839. Fondo Miscellanea cartografica catastale, Archivio di Stato di Trieste.